# 존 킹 페어뱅크

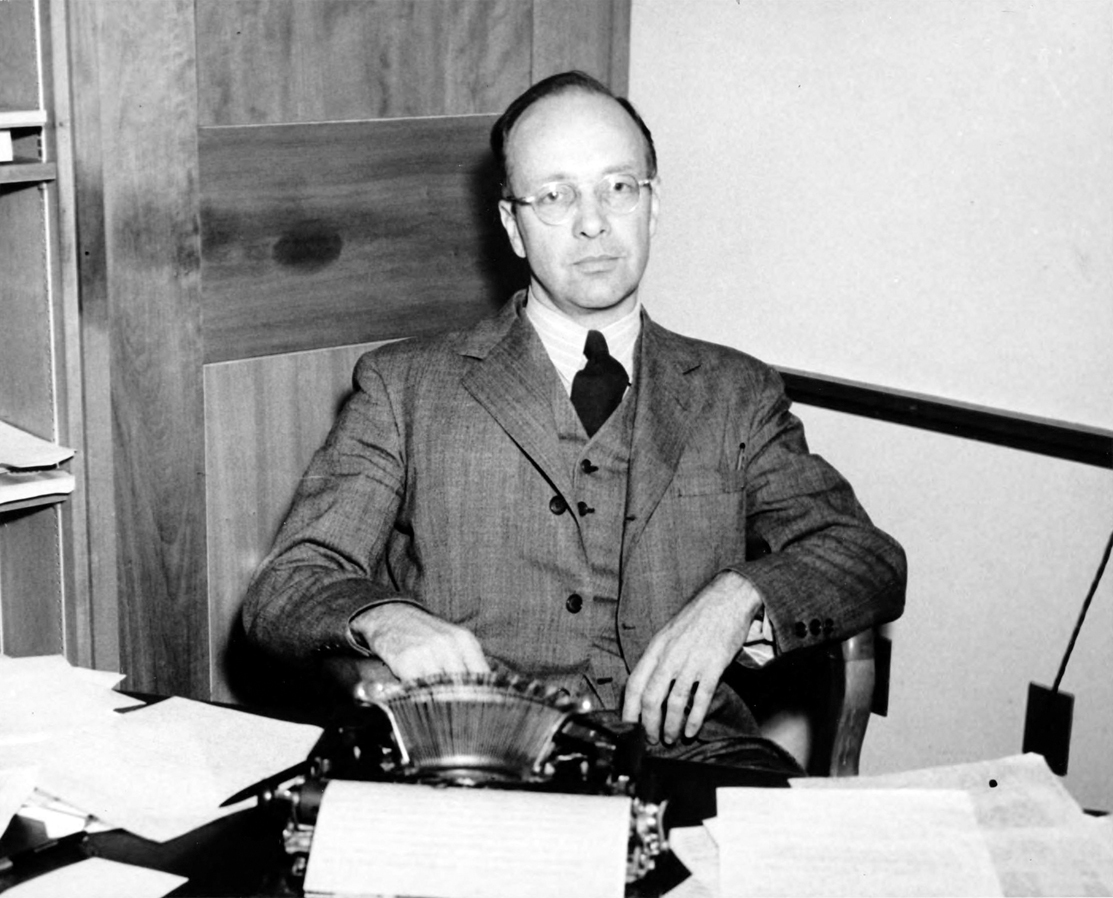

존 킹 페어뱅크(John King Fairbank, 1907년 5월 24일~1991년 9월 14일)는 중국 및 미중 관계를 연구했던 미국의 역사가이다. 1936년부터 1977년 은퇴할 때까지 하버드 대학교에서 가르쳤다. 그는 제2차 세계대전 이후 미국에서 중국학 분야를 구축한 공로로 인정받고 있다.
하버드의 페어뱅크 중국 연구 센터(Fairbank Center for Chinese Studies)는 그의 이름을 따서 명명되었다. 그의 가장 널리 읽힌 책 중에는 1948년에 처음 출판된 《미국과 중국》이 있으며, 1958년, 1979년, 1983년에 개정판이 출판되었다.

## 어린 시절
페어뱅크는 1907년에 태어났다. 그의 아버지는 변호사인 아서 보이스 페어뱅크(Arthur Boyce Fairbank, 1873-1936)였고, 어머니는 여성 참정권을 주장한 로레나 킹 페어뱅크(Lorena King Fairbank, 1874-1979)였다. 학부 시절 그는 당시 하버드에서 가르치던 저명한 영국 외교사학자 찰스 킹슬리 웹스터(Charles Kingsley Webster)의 조언을 받아 상대적으로 덜 발달된 학문 분야를 선택하라고 조언했다.

## 초기 경력
페어뱅크는 1936년 하버드로 돌아와 중국 역사를 가르치는 직책을 맡았고 하버드에서 최초의 전임 전문가가 되었다. 1941년 그와 에드윈 라이샤워는 중국과 일본을 대상으로 한 1년 동안의 입문 조사를 수행했으며 나중에 한국과 동남아시아를 추가했다.

## 중국 연구
전쟁이 끝난 후 그가 하버드로 돌아왔을 때, 페어뱅크는 지역 연구 석사 학위 프로그램을 개설했으며, 이를 위해 미국의 여러 주요 대학 중 하나가 되었다. 하버드의 이러한 접근 방식은 여러 분야에 걸쳐 이루어졌으며 저널리스트, 정부 관리 및 학계에서의 경력을 원하지 않는 사람들을 훈련시키는 것을 목표로 했다.
페어뱅크는 하버드를 동아시아 연구를 위한 미국의 선도적인 센터로 발전시키는 데 중요한 역할을 했다. 그는 1955년부터 1973년까지 이 회사의 이사였다.